# Гнилая (приток Быстрой)
Гнилая — река в России, протекает в Ростовской области; правый приток реки Быстрой в 136 км от её устья. Длина реки — 92 км, площадь водосборного бассейна — 948 км².

## Описание
Река начинается на границе Обливского и Милютинского районов Ростовской области. Вниз по течению проходит через хутора Орлов, Агропролетарский, Юдин, станицу Милютинскую, хутора Новокузнецов, Старокузнецов, Широкий Лог, Терновой, Сулинский и Новодонецкий Милютинского района. Далее протекает по хуторам Калмыков, Лесной, Качалин, Майоро-Белашовка, Малокачалин и Борисовка Тацинского района. Южнее хутора Малокачалин река Гнилая впадает в реку Быструю.
В реке водится рыба — лещ, окунь, плотва, судак, щука, сазан, сом; развита рыбалка.
На реке находятся древние стоянки человека Кременная 2 и 3.

## Данные водного реестра
По данным государственного водного реестра России относится к Донскому бассейновому округу, водохозяйственный участок реки — Северский Донец. Речной бассейн реки — Дон (российская часть бассейна).